# Cyców (gromada)
Cyców – dawna gromada, czyli najmniejsza jednostka podziału terytorialnego Polskiej Rzeczypospolitej Ludowej w latach 1954–1972.
Gromady, z gromadzkimi radami narodowymi (GRN) jako organami władzy najniższego stopnia na wsi, funkcjonowały od reformy reorganizującej administrację wiejską przeprowadzonej jesienią 1954 do momentu ich zniesienia z dniem 1 stycznia 1973, tym samym wypierając organizację gminną w latach 1954–1972.
Gromadę Cyców z siedzibą GRN w Cycowie utworzono – jako jedną z 8759 gromad na obszarze Polski – w powiecie chełmskim w woj. lubelskim na mocy uchwały nr 7 WRN w Lublinie z dnia 5 października 1954. W skład jednostki weszły obszary dotychczasowych gromad Cyców I, Cyców II, Kopina, Wólka Cycowska, Podgłębokie i Biesiadki oraz miejscowość Marynka kol. z dotychczasowej gromady Zaróbka ze zniesionej gminy Wiszniewice w tymże powiecie. Dla gromady ustalono 22 członków gromadzkiej rady narodowej.
1 stycznia 1958 do gromady Cyców włączono obszar zniesionej gromady Barki w tymże powiecie.
31 grudnia 1959 do gromady Cyców włączono kolonię Malinówka ze znoszonej gromady Malinówka w powiecie lubelskim w tymże województwie.
1 stycznia 1960 do gromady Cyców włączono obszar zniesionej gromady Świerszczów oraz kolonie Stręczyn Nowy i Zosin ze zniesionej gromady Kulik w tymże powiecie.
1 stycznia 1962 z gromady Cyców wyłączono wsie Borysik i Zagórze, kolonie Bieleckie i Gołybów oraz wieś i kolonię Świerszczów, włączając je do nowo utworzonej gromady Świerszczów w tymże powiecie; do gromady Cyców włączono natomiast kolonie Janowica, Józefin, Stefanów, Przymiarki i Zaróbka ze zniesionej gromady Garbatówka oraz wsie Ludwinów, Bekiesza i Sewerynów oraz wieś i kolonię Stawek ze zniesionej gromady Ludwinów w tymże powiecie.
Gromada przetrwała do końca 1972 roku, czyli do kolejnej reformy gminnej. 1 stycznia 1973 w powiecie chełmskim reaktywowano gminę Cyców.